# Communauté de communes Intercommunalité du Luberon Oriental
Pour l’article homonyme, voir Luberon.
L'Intercommunalité du Luberon Oriental est une ancienne communauté de communes française, située dans le département des Alpes-de-Haute-Provence.

## Composition
La communauté de communes contenait les communes de Entrevennes, La Brillanne, Le Castellet, Oraison, Puimichel, Saint-Maime, Villeneuve et Volx.

## Les anciens présidents de la communauté de communes

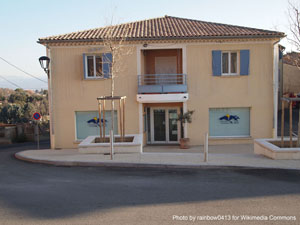
Siège d'ILO à Villeneuve

| Période | Période | Identité        | Étiquette   | Qualité                                          |
| ------- | ------- | --------------- | ----------- | ------------------------------------------------ |
| 2000    | 2013    | Jacques Echalon | PS puis DVG | Ancien maire de Villeneuve et conseiller général |

## Vice-présidents
- Michel Vittenet

Maire d'Oraison
Premier vice-président délégué à l'économie
- Jérôme Dubois

Maire de Volx
Deuxième vice-président délégué à l'aménagement
- Martine Carbonnel

Maire de La Brillanne
Troisième vice-présidente déléguée aux transports scolaires et à la gestion des rivières
- Yves Aiguier

Premier adjoint de Saint-Maime
Quatrième vice-président délégué à la jeunesse
- Bernard Barbié

Premier adjoint de Villeneuve
Cinquième vice-président délégué aux finances et au budget
- Fabrice Trouvé

Conseiller municipal de Villeneuve
Sixième vice-président délégué à la gestion des déchets
- Max Brunel

Septième vice-président délégué aux énergies renouvelables et au tourisme

## Historique
- L'Intercommunalité du Luberon Oriental fut créé en 2000 avec 3 communes (Saint-Maime, Villeneuve et Volx).
- Le 1er janvier 2003, La Brillanne rejoint la communauté de communes.
- Le 23 décembre 2005, Oraison rejoint la communauté de communes.
- Le 1er janvier 2011, Entrevennes, Le Castellet et Puimichel rejoignent la communauté de communes.
- Le 1er janvier 2013, la communauté de communes fusionnera avec la Communauté de communes Luberon Durance Verdon et la Communauté de communes Sud 04 pour créer la Communauté d'agglomération Durance Luberon Verdon.

## Sources
- le Splaf (Site sur la Population et les Limites Administratives de la France)
- Base Aspic (Accès des Services Publics aux Informations sur les Collectivités)